# Vézac, Dordogne
Vézac là một xã, nằm ở tỉnh Dordogne vùng Aquitaine của Pháp. Xã này có diện tích 12,97 kilômét vuông, dân số năm 2004 là 586 người. Xã nằm ở khu vực có độ cao trung bình 92 m trên mực nước biển.

## Thông tin nhân khẩu
| Năm    | 1962 | 1968 | 1975 | 1982 | 1990 | 1999 | 2004 |
| ------ | ---- | ---- | ---- | ---- | ---- | ---- | ---- |
| Dân số | 405  | 356  | 427  | 547  | 620  | 594  | 586  |